# Mestre Bimba
Manoel dos Reis Machado (Salvador de Bahía; 23 de noviembre de 1899 - Goiânia; 15 de febrero de 1974), más conocido como Mestre Bimba, fue un mestre de Capoeira y creador de la llamada capoeira regional.

## Biografía
Manuel dos Reis Machado, conocido mundialmente como Mestre Bimba, fue hijo de Luiz Cândido Machado (un batuqueiro famoso del barrio -batuque, «la lucha brava, con caídas, en la cual un sujeto lanzaba a otro al suelo») y María Martinha do Bonfim, Manuel nació en el «bairro do Engenho Velho,», Salvador de Bahía, su mote «Bimba» proviene de una apuesta entre su madre y la comadrona durante su nacimiento; su madre apostaba a que sería una niña y la comadrona afirmaba que sería un niño. Después del nacimiento, la comadrona dijo: es un niño, mira su «bimba (Bimba es como se conoce en el lenguaje popular de Bahía al pene)». De esta forma, al perder la apuesta su madre, adquirió el sobrenombre que le acompañaría toda la vida.
Comenzó a practicar Capoeira Angola cuando tenía 12 años (la misma que enseñó durante 10 años), con un africano llamado Bentinho -capitán de la Compañía Bahiana de Navegación- en la antigua carretera «das Boiadas» (Bairro da Liberdade como se conoce hoy en día), Salvador.
En esta época la Capoeira aún era bastante perseguida ya que se consideraba que sólo los delincuentes la practicaban y por tanto el solo hecho de practicar movimientos en público podían causar una multa de hasta 3 meses de arresto. Tiempo después sería conocido como uno de los fundadores y padre legendario de la Capoeira Regional. Si Mestre Bimba es el mayor icono de la Capoeira Regional podemos considerar a Mestre Pastinha como el de la Capoeira Angola.

## El nacimiento del estilo regional
A los 18 años, Bimba sintió que la Capoeira había perdido toda su eficiencia como arte marcial y como instrumento de resistencia, se había convertido en una actividad folclórica reducida a nueve movimientos. Fue entonces cuando Bimba comenzó a recuperar movimientos de las luchas de Capoeira originales, añadió movimientos de otra lucha africana llamada Batuque -un arte marcial cuerpo a cuerpo muy cruento que aprendió de su padre (de la cual fue campeón)- así como movimientos creados por sí mismo. Este fue el comienzo del desarrollo de la Capoeira Regional. Bimba evitó en todo momento la pérdida de las tradiciones; el presidente Getúlio Vargas afirmó años después que «la Capoeira es la única lucha verdaderamente nacional».
El nuevo estilo creado por Bimba focaliza su eficiencia en el bloqueo para volverse más competitiva y así poder emplearla con otras modalidades de artes marciales. Elimina de la roda regional la mayor parte de los rituales presentes en la roda de Capoeira Angola. Coloca un ritmo más rápido para darle un carácter más dinámico e implementa factores estrictamente didácticos con el fin de formar alumnos y mestres para que su arte se propague. Con todo, gracias a su facilidad de confección y uso, el berimbau encontró su lugar en las rodas de Capoeira Regional, siendo a los pocos años preferido también para las rodas de Angola.
En 1928, comenzó un nuevo capítulo en la historia de la Capoeira, así como la manera en que la sociedad brasileña comenzó a mirar a la gente negra (descendientes de africanos, nacidos en Brasil como esclavos) Después de una exhibición en el palacio del Gobernador de Bahía, Juracy Magalhães, el Mestre Bimba triunfó finalmente al convencer a las autoridades del valor cultural de la Capoeira.
La capoeira estuvo prohibida en Brasil hasta que en 1930 el mestre Bimba se presentó frente al Presidente Getúlio Vargas. Fue tal el asombro y la demostración del valor cultural que tenía su arte, que se abolió la penalización y el presidente declaró a la Capoeira como deporte nacional brasileño.
En 1932 se consigue la liberación completa de la práctica de la Capoeira, y junto con ella la libertad de todas las otras formas de manifestación de la cultura negra. Ya con la libertad legal, Bimba fue el primer capoeirista en constituir una academia de capoeira, en este año, en «Engenho Velho de Brotas» Salvador, Bahía, y el primero en conseguir registro oficial del gobierno para su academia, llamada Centro de Cultura Física y Lucha Regional (tuvo el cuidado de retirar la palabra «capoeira» de la academia que fundó, ya que aún estaba arraigada la relación capoeira/delincuencia en la sociedad brasileña). La enseñanza de su capoeira fue calificada por la entonces Secretaría de Educación, Salud y Asistencia Pública como enseñanza de educación física.
Sus estudiantes debían de llevar un uniforme limpio y blanco, demostrando el grado de competitividad de la escuela, mostrando buena posición y otros muchos estándares. Como resultado, doctores, abogados, políticos, la clase media alta y las mujeres (hasta ahora excluidas) comenzaron a unirse a su escuela, obteniendo Bimba un mejor apoyo.
Mestre Bimba siempre afirmó que la mayor diferencia de la Capoeira Regional era su manera de enseñanza, donde el pasaba al alumno novel los movimientos básicos para la práctica de la Capoeira y también inculcaba las nociones de asociación, de autoconfianza, de esquiva, etc. Una vez que el alumno novel había aprendido esos movimientos básicos, podría ser aceptado o no por la congregación de los capoeristas gracias al «bautizo» (batismo), donde recibía su primer mote y su primer grado, un pañuelo azul, representando al alumno formado al que le seguía un pañuelo rojo, para el alumno formado y especializado; el pañuelo amarillo era para los alumnos que pasaban por el curso de armas y, finalmente, el pañuelo blanco, que era designado únicamente para los mestres. Este sistema de gradación también fue una invención de Bimba y formaba parte de su sistema de enseñanza.
Después de la primera gradación, o bautizo, el Mestre Bimba comenzaba con la enseñanza de las técnicas más avanzadas, como el floreo, las secuencias de defensa personal y muchas otras, lo que hacía pensar que el aprendizaje de la Capoeira era infinito, ya que como el mismo decía, los golpes básicos de la Capoeira son 7, y de esos 7 se pueden realizar otros siete más y así consecutivamente, siendo cualquier movimiento del cuerpo aceptado dentro de una roda, siempre que esté regido por el son del berimbau y mantenga el ritmo de la ginga.

## La Capoeira Regional se ha establecido
En 1936, Bimba desafiaba a luchadores de cualquier estilo de arte marcial para poner a prueba su estilo regional. Tuvo cuatro contiendas, luchó contra Vítor Benedito Lopes, Henrique Bahía, José Custódio dos Santos (Zé I) y Américo Ciência. Bimba ganó todos los combates.
En 1937, obtuvo el certificado para la formación, invitándole después a realizar una exhibición de Capoeira al presidente de Brasil, Getúlio Dorneles Vargas.
En 1942, Mestre Bimba abrió su segunda escuela en el «Terreiro de Jesus - rua das Laranjeiras»; hoy conocida como «rua Francisco Muniz Barreto». Cuando Mestre Bimba partió a Goiânia entregó la escuela  a su discípulo José Carlos Andrade Bittencourt "Vermelho 27" y éste, a su vez, la transfirió a su discípulo Rubéns Costa Silva "Bamba" quien dirige aún actualmente. Mestre Bimba también enseñó Capoeira a la armada y en la academia de policía. Fue considerado posteriormente «el padre de la Capoeira moderna».
Nombres importantes de la sociedad brasileña en ese tiempo como el Dr. Joaquim de Araújo Lima (exgobernador de Guaporé), Jaime Tavares, Rui Gouveia, Alberto Barreto, Jaime Machado, Delsimar Cavalvanti, César Sá, Decio Seabra, José Sisnando y otros muchos fueron estudiantes de Bimba.

## El legado de Bimba

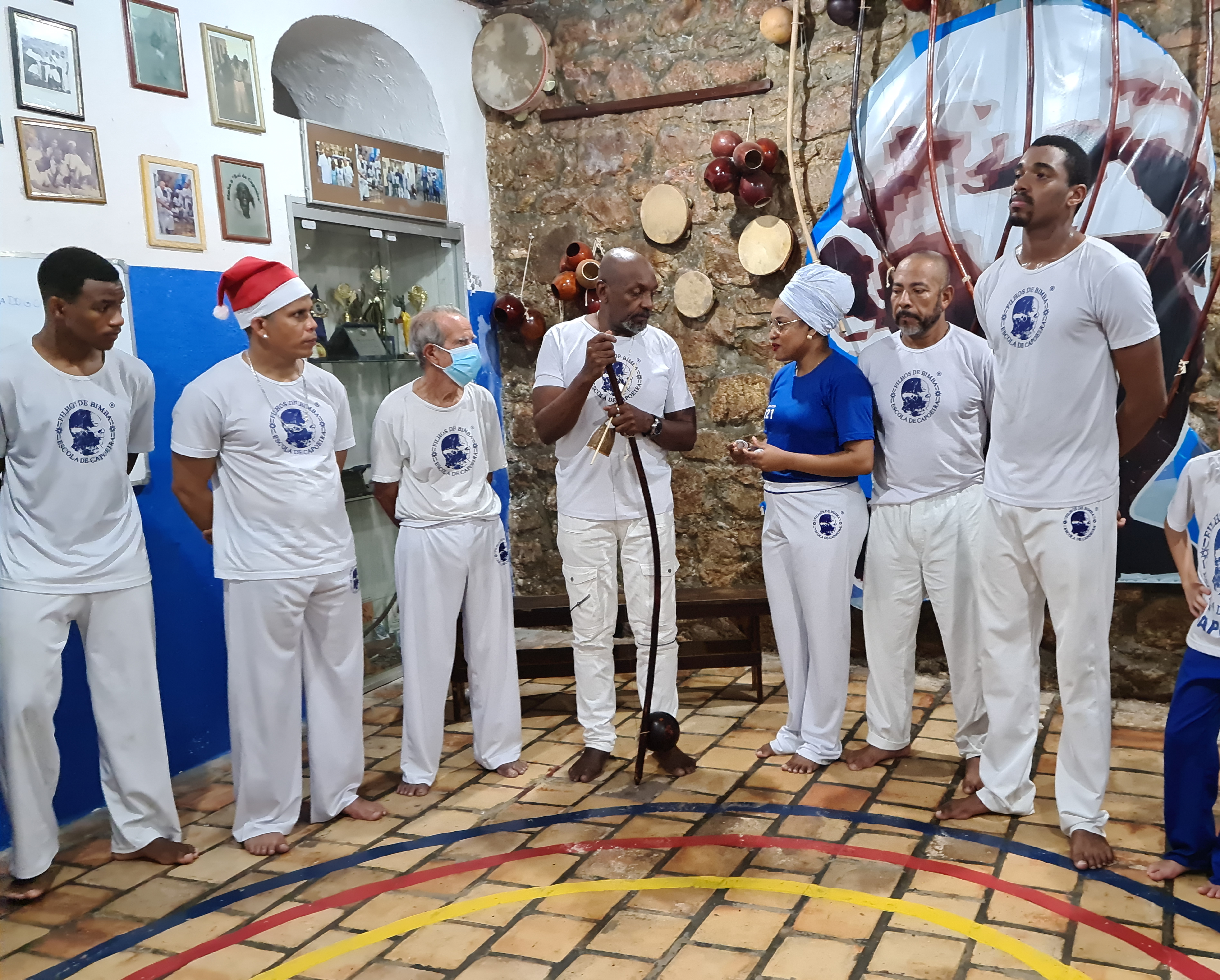
El grupo de Mestre Bimba en 2022

En 1946 se realizó la primera exhibición pública de Capoeira como una presentación folclórica brasileña, después de que esa primera exhibición fuese económicamente interesante, el Mestre Bimba comenzó a hacerlas con un horario marcado, proponiendo algo antes inimaginable para cualquier jugador de Capoeira: ganar dinero de forma honesta con su arte.
El Mestre Bimba fue minero, carpintero, almacenista, estibador, conductor de un carro de caballos, pero principalmente Capoerista. Si estuviese vivo hoy en día el Mestre Bimba, tendría 117 años y a pesar de haber hecho tanto por la Capoeira, su hijo, el Mestre Formiga, afirma que su padre murió de «tristeza por no ver respetada la Capoeira». El profesor Muniz Sodré, autor del libro «Mestre Bimba - corpo de mandinga» (Mestre Bimba - cuerpo de malicia), muestra que su agonía comenzó al percibir que su trabajo estaba siendo barrido por el régimen de los generales instalado en 1964, es cuando se muda para Goiânia, lugar que le vio fallecer una década después, el 15 de febrero de 1974 en el «Hospital das Clínicas» de Goiânia debido a un ataque al corazón.
Bimba trabajó para recuperar los valores originales de la Capoeira, que fueron empleados por los esclavos negros siglos antes que él. Para Bimba, la Capoeira era una lucha pero el «combate» debía evitarse a toda costa, ya que él creía que era una lucha «cooperativa», donde los jugadores más fuertes eran siempre responsables de los jugadores más débiles y le ayudaban a dar lo mejor de sí mismos con sus propias técnicas de lucha.
Mestre Bimba luchó toda su vida por lo que él creía que era lo mejor para la Capoeira y su éxito. Después de su muerte en 1974 uno de sus hijos, el Mestre Nenel (Manoel Nascimento Machado), a la edad de 14 años, tomó el control de la academia de Capoeira de su padre. El Mestre Nenel es todavía el responsable del notable legado histórico y cultural que su padre le dejó y es el presidente del colegio de Capoeira «Filhos de Bimba».
Por este motivo, Mestre Bimba es hoy el mestre más reconocido entre todos, en 1996 recibió el tardío título de Doctor Honoris Causa concedido por el cuerpo universitario de Bahía. Su nombre es conocido en el mundo entero, ya que es la primera cosa que cualquier alumno novel aprende, en cualquier lugar del mundo donde se enseñe Capoeira Regional.

## Reglas de la academia de Bimba

Bimba creía fuertemente en que la Capoeira tenía un valor extraordinario como arte marcial de autodefensa, de ahí sus esfuerzos para desarrollar sus enseñanzas de una manera metódica y estructurada.
Bimba desarrolló el método de enseñanza de la Capoeira con mandamientos, principios y tradiciones, que todavía forman parte de la Capoeira Regional a día de hoy. Algunos de sus mandamientos son:
- Dejar de fumar y beber alcohol ya que interfieren con el rendimiento de los jugadores
- Evitar las demostraciones de las habilidades que uno posee en la Capoeira fuera de la clase (el factor «sorpresa» es crucial)
- Evitar charlar durante el entrenamiento, en su lugar observar y aprender a través de la vista
- Practicar diáriamente los fundamentos básicos
- No temas acercarte a tu oponente - cuanto más te acerques más aprenderás
- Mantén tu cuerpo relajado
- Es mejor que te golpeen en la roda que en la calle
- Los estudiantes deben obtener buenas notas en el colegio

Bimba también estableció sus principios de Capoeira que fundamentaban su método de enseñanza:
- «Gingar siempre» (mantenerse en constante movimiento mientras se lucha), la «Ginga» es el movimiento básico de la Capoeira
- «Esquivar siempre» (para evadir los ataques del oponente)
- Todos los movimientos han de tener un propósito (un ataque ha de poseer su correspondiente movimiento de defensa)
- Mantener un punto fijo en el suelo (los saltos acrobáticos dejan a uno vulnerable)
- Jugar de acuerdo con el ritmo establecido por el berimbau (instrumento musical de la Capoeira)
- Respetar al jugador cuando ya no pueda defenderse de un movimiento de ataque
- Proteger la integridad física y moral del oponente (durante la práctica, el más fuerte ha de proteger al jugador más débil)

Consecuentemente, Bimba creó varias tradiciones y rituales para apoyar su metodología:
- Se empleaba una silla para el entrenamiento de los estudiantes/jugadores principiantes
- La «charanga» es la orquesta de la Capoeira, compuesta por un berimbau y dos pandeiros
- El canto (quadras e corridos), canciones compuestas por Bimba para acompañar el juego
- El «batizado» (bautismo) (la primera vez que un estudiante jugaba Capoeira con el sonido del Berimbau)

Los aspectos que todavía hacen la Capoeira Regional tan peculiar y sobresaliente es su método:
- Examen de adminisión (test físico realizado con movimientos de Capoeira para identificar las habilidades del estudiantes)
- Las «sequências» (secuencias) de sus 17 ataques básicos y movimientos de defensa
- Practicar los diferentes ritmos del juego
- Movimientos específicos: traumatizantes, proyección, conectados y desequilibrantes
- Práctica de «cintura desprezada» (segunda secuencia practicada por los estudiantes avanzados)
- «Formatura» (graduación de profesor de Capoeira)
- «Especialização» y «emboscada» (exámenes avanzados específicos)